# Isaac Delahaye
Isaac Delahaye (ur. 9 stycznia 1982 w Ieper) – belgijski muzyk i gitarzysta. Był gitarzystą prowadzącym grupy deathmetalowej God Dethroned. Zajął miejsce poprzedniego gitarzysty, Jensa Van Der Valka, kiedy ten opuścił zespół w 2004 roku. 15 stycznia 2009 God Dethroned wydało oświadczenie, że Delahaye nie jest już dłużej członkiem zespołu. Od 2009 roku jest gitarzystą prowadzącym formacji Epica. Muzyk współpracował ponadto z zespołami Panopticum, Down Till Dawn, Edgecrusher, Forcible oraz MaYaN.
Isaac Delahaye korzysta z gitar firmy Ibanez. Najczęściej używa Gitary Ibanez Darkstone DN500. Używa wzmacniaczy Firm Bogner oraz Mesa Boogie oraz kolumn firmy Marshall.